# Heliophanus
|  | Dieser Artikel wurde aufgrund von formalen oder inhaltlichen Mängeln in der Qualitätssicherung Biologie zur Verbesserung eingetragen. Dies geschieht, um die Qualität der Biologie-Artikel auf ein akzeptables Niveau zu bringen. Bitte hilf mit, diesen Artikel zu verbessern! Artikel, die nicht signifikant verbessert werden, können gegebenenfalls gelöscht werden. Lies dazu auch die näheren Informationen in den Mindestanforderungen an Biologie-Artikel. |

Heliophanus ist eine Spinnengattung aus der Familie der Springspinnen (Salticidae) und umfasst 165 Arten. (Stand: Dezember 2016)

## Merkmale

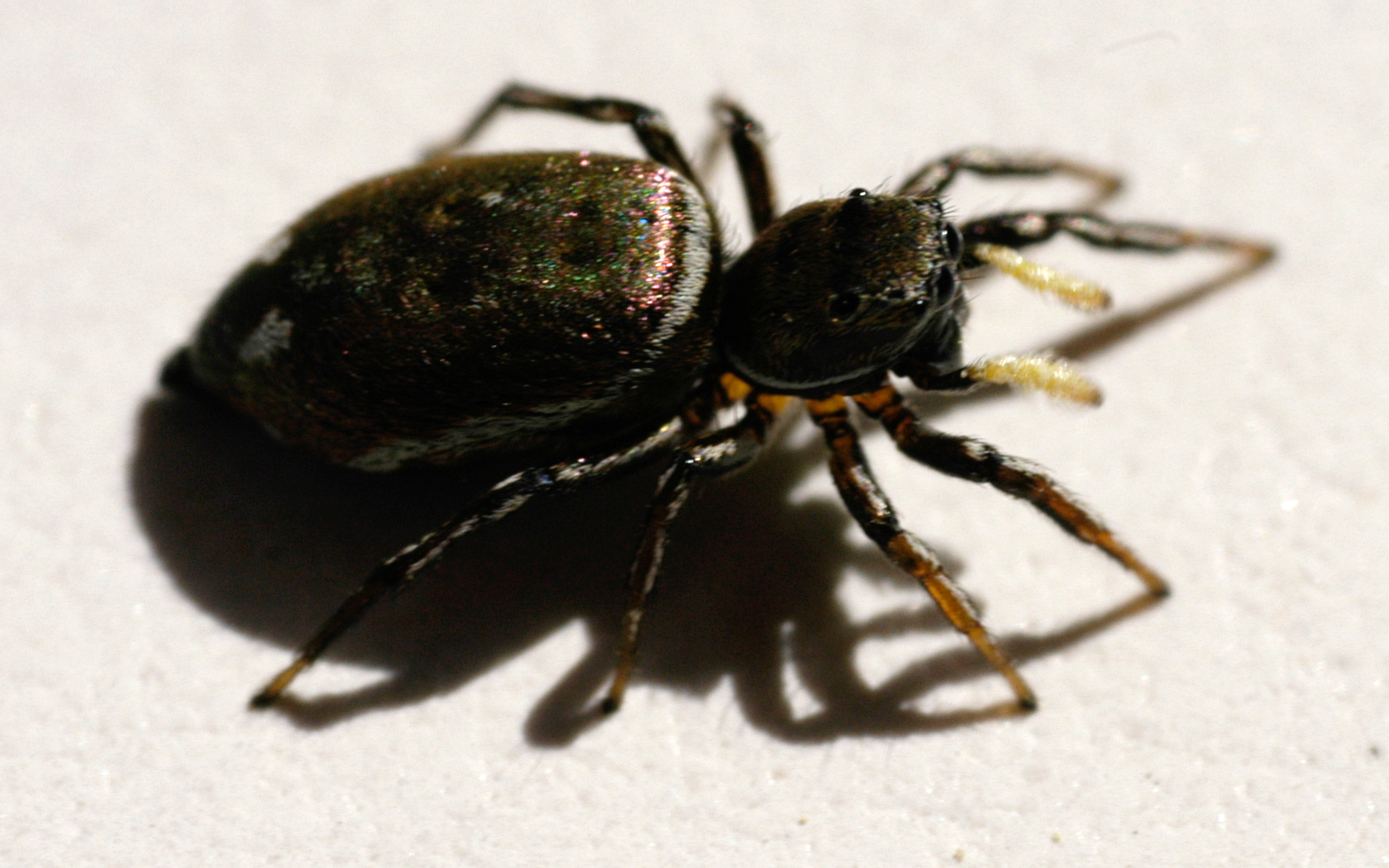
Habitus Heliophanus sp.

Einige Vertreter der Gattung Heliophanus besitzen einen meist deutlichen roten, grünen oder kupferfarbigen Metallglanz. Dieser befindet sich zum Teil auf der Körperoberfläche oder wird durch Schuppenhaare hervorgerufen. Die Zeichnung der verschiedenen Arten besteht aus verschiedenen Mustern, die aus weißen Haarbinden- oder Flecken aufgebaut ist. Die Pedipalpen der Weibchen sind leuchtend gelb, die der Männchen sind wie die Beine dunkel, aber mit weißen Haarstreifen versehen.

## Verbreitung
Die Arten der Gattung Heliophanus sind in Europa, Asien und Afrika vertreten. In Mitteleuropa kommen elf Arten vor.

## Systematik
Der World Spider Catalog listet für die Gattung Heliophanus 165 Arten. (Stand: Dezember 2016)
- Heliophanus abditus Wesolowska, 1986
- Heliophanus aberdarensis Wesolowska, 1986
- Heliophanus activus (Blackwall, 1877)
- Heliophanus acutissimus Wesolowska, 1986
- Heliophanus aeneus (Hahn, 1832)
- Heliophanus aethiopicus Wesolowska, 2003
- Heliophanus africanus Wesolowska, 1986
- Heliophanus agricola Wesolowska, 1986
- Heliophanus agricoloides Wunderlich, 1987
- Heliophanus alienus Wesolowska, 1986
- Heliophanus anymphos Wesolowska, 2003
- Heliophanus apiatus Simon, 1868
- Heliophanus auratus C. L. Koch, 1835
- Heliophanus aviculus Berland & Millot, 1941
- Heliophanus baicalensis Kulczyński, 1895
- Heliophanus bellus Wesolowska, 1986
- Heliophanus berlandi Lawrence, 1937
- Heliophanus bisulcus Wesolowska, 1986
- Heliophanus bolensis Wesolowska, 2003
- Heliophanus brevis Wesolowska, 2003
- Heliophanus butemboensis Wesolowska, 1986
- Heliophanus camtschadalicus Kulczyński, 1885
- Heliophanus canariensis Wesolowska, 1986
- Heliophanus capensis Wesolowska, 1986
- Heliophanus capicola Simon, 1901
- Heliophanus cassinicola Simon, 1910
- Heliophanus charlesi Wesolowska, 2003
- Heliophanus chikangawanus Wesolowska, 1986
- Heliophanus chovdensis Prószyński, 1982
- Heliophanus claviger Simon, 1901
- Heliophanus comorensis Dierkens, 2012
- Heliophanus congolensis Giltay, 1935
- Heliophanus conspicuus Wesolowska, 1986
- Heliophanus creticus Giltay, 1932
- Heliophanus crudeni Lessert, 1925
- Heliophanus cupreus (Walckenaer, 1802)
  - Heliophanus cupreus cupreus (Walckenaer, 1802)
  - Heliophanus cupreus cuprescens (Simon, 1868)
  - Heliophanus cupreus globifer (Simon, 1868)
- Heliophanus curvidens (O. Pickard-Cambridge, 1872)
- Heliophanus cuspidatus Xiao, 2000
- Heliophanus dampfi Schenkel, 1923
- Heliophanus deamatus Peckham & Peckham, 1903
- Heliophanus debilis Simon, 1901
- Heliophanus decempunctatus (Caporiacco, 1941)
- Heliophanus decoratus L. Koch, 1875
- Heliophanus deformis Wesolowska, 1986
- Heliophanus demonstrativus Wesolowska, 1986
- Heliophanus deserticola Simon, 1901
- Heliophanus difficilis Wesolowska, 1986
- Heliophanus dubius C. L. Koch, 1835
- Heliophanus dunini Rakov & Logunov, 1997
- Heliophanus dux Wesolowska & van Harten, 1994
- Heliophanus edentulus Simon, 1871
- Heliophanus encifer Simon, 1871
- Heliophanus equester L. Koch, 1867
- Heliophanus erythropleurus Kulczyński, 1901
- Heliophanus eucharis Simon, 1887
- Heliophanus excentricus Ledoux, 2007
- Heliophanus falcatus Wesolowska, 1986
- Heliophanus fascinatus Wesolowska, 1986
- Heliophanus feltoni Logunov, 2009
- Heliophanus flavipes (Hahn, 1832)
- Heliophanus forcipifer Kulczyński, 1895
- Heliophanus fuerteventurae Schmidt & Krause, 1996
- Heliophanus furvus Wesolowska & Haddad, 2014
- Heliophanus giltayi Lessert, 1933
- Heliophanus gladiator Wesolowska, 1986
- Heliophanus glaucus Bösenberg & Lenz, 1895
- Heliophanus gloriosus Wesolowska, 1986
- Heliophanus gramineus Wesolowska & Haddad, 2013
- Heliophanus hamifer Simon, 1886
- Heliophanus harpago Simon, 1910
- Heliophanus hastatus Wesolowska, 1986
- Heliophanus haymozi Logunov, 2015
- Heliophanus heurtaultae Rollard & Wesolowska, 2002
- Heliophanus horrifer Wesolowska, 1986
- Heliophanus ibericus Wesolowska, 1986
- Heliophanus imerinensis Simon, 1901
- Heliophanus imperator Wesolowska, 1986
- Heliophanus improcerus Wesolowska, 1986
- Heliophanus infaustus (Peckham & Peckham, 1903)
- Heliophanus innominatus Wesolowska, 1986
- Heliophanus insperatus Wesolowska, 1986
- Heliophanus iranus Wesolowska, 1986
- Heliophanus jacksoni Wesolowska, 2011
- Heliophanus japonicus Kishida, 1910
- Heliophanus kankanensis Berland & Millot, 1941
- Heliophanus kenyaensis Wesolowska, 1986
- Heliophanus kilimanjaroensis Wesolowska, 1986
- Heliophanus kittenbergeri (Caporiacco, 1947)
- Heliophanus kochii Simon, 1868
- Heliophanus koktas Logunov, 1992
- Heliophanus konradthaleri Logunov, 2009
- Heliophanus kovacsi Wesolowska, 2003
- Heliophanus lawrencei Wesolowska, 1986
- Heliophanus lesserti Wesolowska, 1986
- Heliophanus leucopes Wesolowska, 2003
- Heliophanus lineiventris Simon, 1868
- Heliophanus macentensis Berland & Millot, 1941
- Heliophanus machaerodus Simon, 1909
- Heliophanus maculatus Karsch, 1878
- Heliophanus malus Wesolowska, 1986
- Heliophanus maluti Wesolowska & Haddad, 2014
- Heliophanus maralal Wesolowska, 2003
- Heliophanus marshalli Peckham & Peckham, 1903
- Heliophanus mauricianus Simon, 1901
- Heliophanus mediocinctus Kulczyński, 1898
- Heliophanus megae Wesolowska, 2003
- Heliophanus melinus L. Koch, 1867
- Heliophanus menemeriformis Strand, 1907
- Heliophanus minor Dawidowicz & Wesolowska, 2016
- Heliophanus minutissimus (Caporiacco, 1941)
- Heliophanus mirabilis Wesolowska, 1986
- Heliophanus modicus Peckham & Peckham, 1903
- Heliophanus montanus Wesolowska, 2006
- Heliophanus mordax (O. Pickard-Cambridge, 1872)
- Heliophanus mucronatus Simon, 1901
- Heliophanus nanus Wesolowska, 2003
- Heliophanus ndumoensis Wesolowska & Haddad, 2013
- Heliophanus nobilis Wesolowska, 1986
- Heliophanus ochrichelis Strand, 1907
- Heliophanus orchesta Simon, 1886
- Heliophanus papyri Wesolowska, 2003
- Heliophanus parvus Wesolowska & van Harten, 1994
- Heliophanus patagiatus Thorell, 1875
  - Heliophanus patagiatus albolineatus Kulczyński, 1901
  - Heliophanus patagiatus patagiatus Thorell, 1875
- Heliophanus patellaris Simon, 1901
- Heliophanus paulus Wesolowska, 1986
- Heliophanus pauper Wesolowska, 1986
- Heliophanus peckhami Simon, 1902
- Heliophanus pistaciae Wesolowska, 2003
- Heliophanus portentosus Wesolowska, 1986
- Heliophanus potanini Schenkel, 1963
- Heliophanus pratti Peckham & Peckham, 1903
- Heliophanus proszynskii Wesolowska, 2003
- Heliophanus pygmaeus Wesolowska & Russell-Smith, 2000
- Heliophanus ramosus Wesolowska, 1986
- Heliophanus redimitus Simon, 1910
- Heliophanus robustus Berland & Millot, 1941
- Heliophanus rufithorax Simon, 1868
- Heliophanus rutrosus Wesolowska, 2003
- Heliophanus saudis Prószyński, 1989
- Heliophanus semirasus Lawrence, 1928
- Heliophanus similior Ledoux, 2007
- Heliophanus simplex Simon, 1868
- Heliophanus sinaicus Logunov, 2015
- Heliophanus sororius Wesolowska, 2003
- Heliophanus splendidus Wesolowska, 2003
- Heliophanus stylifer Simon, 1878
- Heliophanus tenuitas Wesolowska, 2011
- Heliophanus termitophagus Wesolowska & Haddad, 2002
- Heliophanus thaleri Wesolowska, 2009
- Heliophanus transvaalicus Simon, 1901
- Heliophanus transversus Wesolowska & Haddad, 2014
- Heliophanus trepidus Simon, 1910
- Heliophanus tribulosus Simon, 1868
- Heliophanus tristis Wesolowska, 2003
- Heliophanus turanicus Charitonov, 1969
- Heliophanus undecimmaculatus Caporiacco, 1941
- Heliophanus ussuricus Kulczyński, 1895
- Heliophanus uvirensis Wesolowska, 1986
- Heliophanus validus Wesolowska, 1986
- Heliophanus variabilis (Vinson, 1863)
- Heliophanus verus Wesolowska, 1986
- Heliophanus wesolowskae Rakov & Logunov, 1997
- Heliophanus wulingensis Peng & Xie, 1996
- Heliophanus xanthopes Wesolowska, 2003
- Heliophanus xerxesi Logunov, 2009